# 羅素2000指數
羅素2000指數（英語：Russell 2000 Index）為羅素3000指數中收錄市值最小的2000家（排序第1001–3000名）公司股票進行編製。羅素2000指數市值只占羅素3000指數約10%，但因被視為最能代表美國市場小型股的重要指數，備受市場和媒體關注，是羅素指數中知名度最高者。道瓊工業平均指數、標準普爾500指數、納斯達克100指數及羅素2000指數是美國最重要的股票指數。四個主要指數均有標準、迷你及微型期貨／選擇權可供投資者交易。
截至2024年10月31日，指數成份股平均市值為約35.16億美元，中位數為9.62億美元；最高市值為137.41億美元（Fortress Transportation and Infrastructure Investors LLC）。

## 各項紀錄
| 紀錄                   | 點數     | 日期           | 資料來源 |
| ---------------------- | -------- | -------------- | -------- |
| 歷史最高點數           | 2,466.49 | 2024年11月25日 |          |
| 歷史最高收市點數       | 2,442.74 | 2021年11月8日  |          |
| 歷史最低點數           |          |                |          |
| 歷史最低收市點數       |          |                |          |
| 單日最大升幅(以點數計) | +94.14   | 2020年3月24日  |          |
| 單日最大跌幅(以點數計) | -173.01  | 2020年3月16日  |          |